# Scacciapensieri (programma televisivo)
Scacciapensieri è un programma televisivo svizzero di genere contenitore, in onda il sabato su RSI LA1 dal 1971 (all'inizio col titolo Una risata in testa) e dedicato ai cartoni animati. Trasmesso inizialmente alle ore 20:00, attualmente va in onda alle 18:05 per 25 minuti e contiene principalmente cortometraggi delle serie Looney Tunes, Merrie Melodies e Tom & Jerry ed episodi della serie TV The Tom & Jerry Show.
Un contributo alla fama del programma fu dato dalla sua sigla di apertura, un'animazione di Stripy, personaggio di Bruno Bozzetto e Guido Manuli con la voce di Carlo Bonomi. Si tratta di una sorta di coniglio a strisce orizzontali colorate, che durante i 45 secondi della sigla non riesce a pronunciare per intero la parola scacciapensieri perché travolto da incontenibili risate.

## Stripy
Gli stessi autori della sigla di Scacciapensieri realizzarono anche una serie animata, con protagonisti Stripy e un uomo burbero che finisce sempre con l'essere contagiato dalle risate. La serie è composta di dieci episodi:
| Nº | Titolo                          | Prima TV Svizzera |
| -- | ------------------------------- | ----------------- |
| 1  | Stripy e il cartellone da circo | 9 dicembre 1978   |
| 2  | Stripy e la barca a motore      | 16 dicembre 1978  |
| 3  | Stripy e il gorilla verde       | 23 dicembre 1978  |
| 4  | Stripy e la fotografia          | 30 dicembre 1978  |
| 5  | Stripy e Tarzan                 | 6 gennaio 1979    |
| 6  | Stripy e il picnic              | 13 gennaio 1979   |
| 7  | Stripy e il gigante             | 20 gennaio 1979   |
| 8  | Stripy e la carriola            | 27 gennaio 1979   |
| 9  | Stripy e il golf                | 3 febbraio 1979   |
| 10 | Stripy e l'arciere              | 10 febbraio 1979  |